# Еоніум
Ео́ніум (Aeonium) — рід багаторічних рослин родини товстолистих, що налічує близько 90 видів. Усі його представники є сукулентами з добре розпізнаваним зовнішнім виглядом. Переважна більшість видів походить з Канарських островів, серед них багато ендеміків. Більшість еоніумів належать до декоративних рослин. Назва роду походить від грец. αίώνιος, що означає «вічний, невмираючий», цим підкреслюється довговічність цих рослин.

## Опис
Вічнозелені напівчагарники, чагарники або невисокі дерева, інколи з дуже вкороченими пагонами, через що рослини набувають вигляду плоских подушок. Гілки дебелі, нечисленні, відходять від стовбура на малій висоті і мало відрізняються від нього за товщиною. Кора гладка, сіра або коричнева, на її поверхні часто добре помітні листкові рубці. Численні листки зібрані в розетки, розташовані на кінцях гілок, у молодих рослин або рослин із вкороченим стовбуром вони можуть набувати вигляд наземних. Листки більш-менш товсті, оберненояйцеподібні або лопатеві, із заокругленим кінцем та звуженою основою, зелені, інколи жовтуваті, а по краях — червонуваті. В розетці вони розташовані дуже щільно, внаслідок чого утворюють суцільну плоску або лійкоподібну поверхню, між старими листками відстань помітно збільшується. Поверхня листків гладка або опушена короткими малопомітними волосками (в Aeonium smithii — густо опушена), інколи вона набуває лискучого або липкого вигляду.
Суцвіття, китицеподібне або зонтикоподібне, піднесене на високому квітконосі. Квітки двостатеві, актиноморфні, відносно непоказні, як правило, забарвлені у жовтий колір, рідше — білуваті або рожеві. Чашолистки товсті, голі або опушені. Пелюстки ланцетні або оберненояйцеподібні. Тичинки вільні, голі або опушені, ниткоподібні, їх кількість вдвічі перевищує число пелюсток. Пиляки циліндричні, жовті. Маточка гола або вкрита залозистими волосками. Плід — листянка. Насіння коричневе, ребристе або бородавчасте.

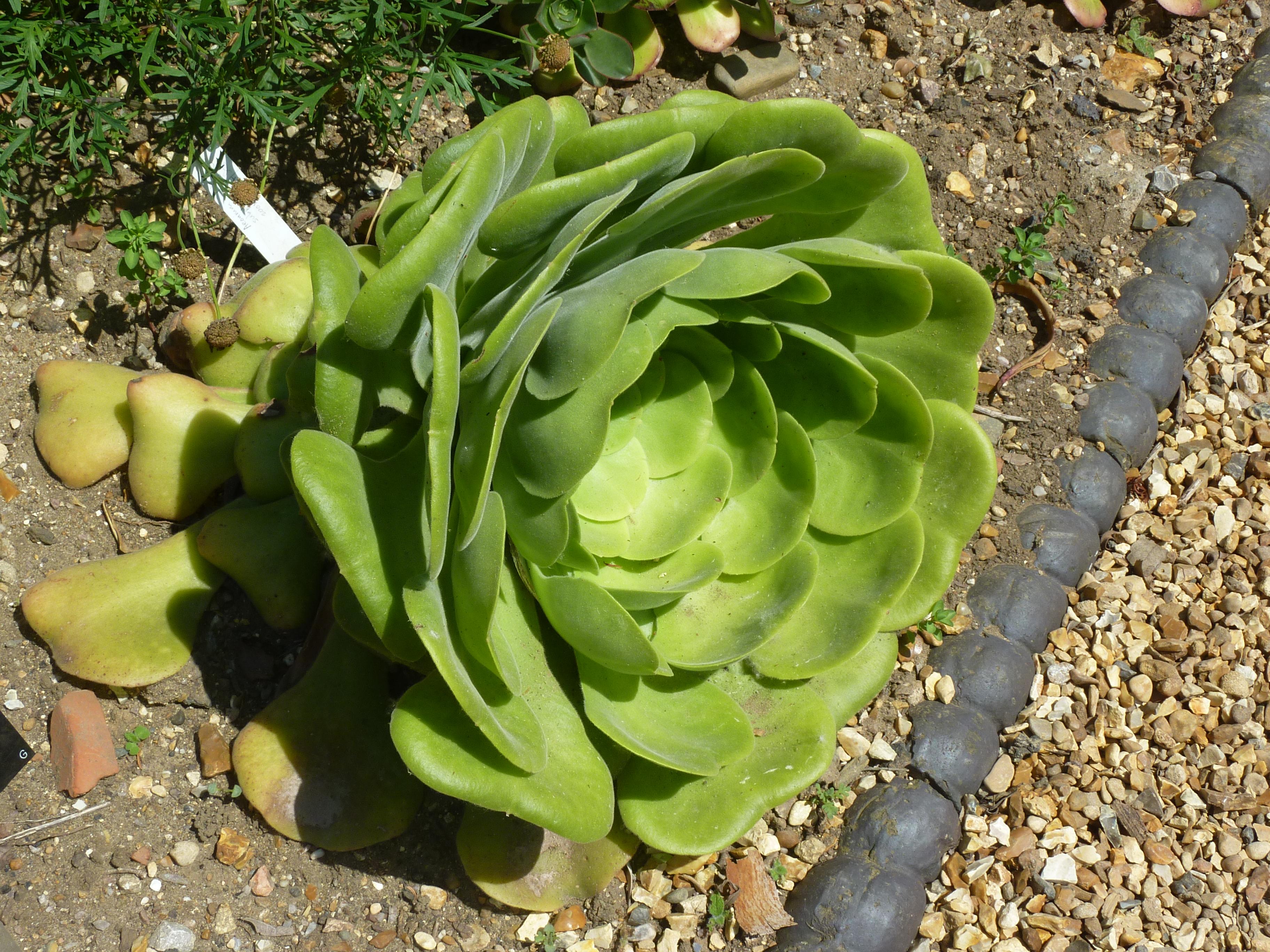
Лійкоподібна розетка Aeonium subplanum
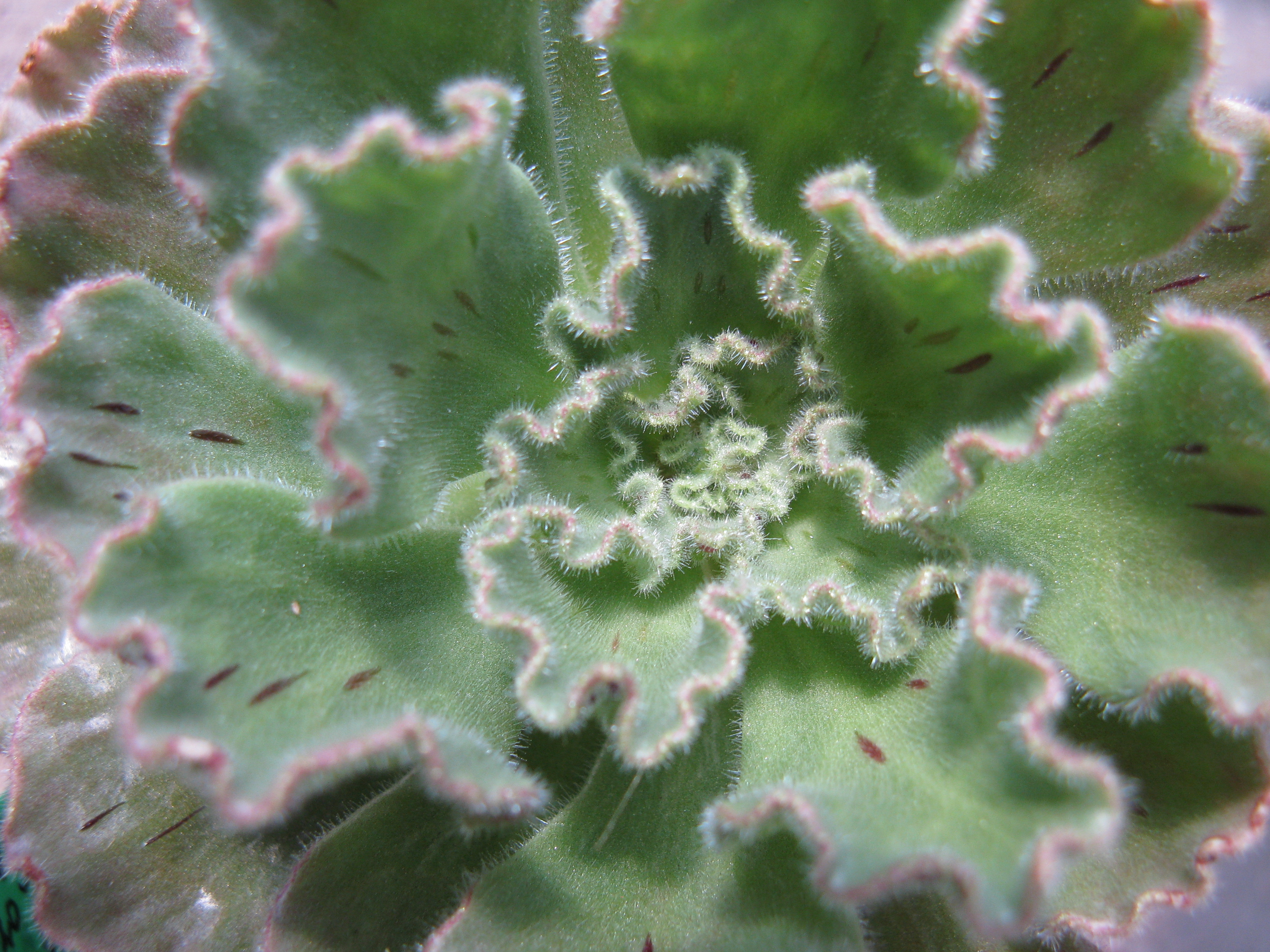
Волохате листя Aeonium smithii
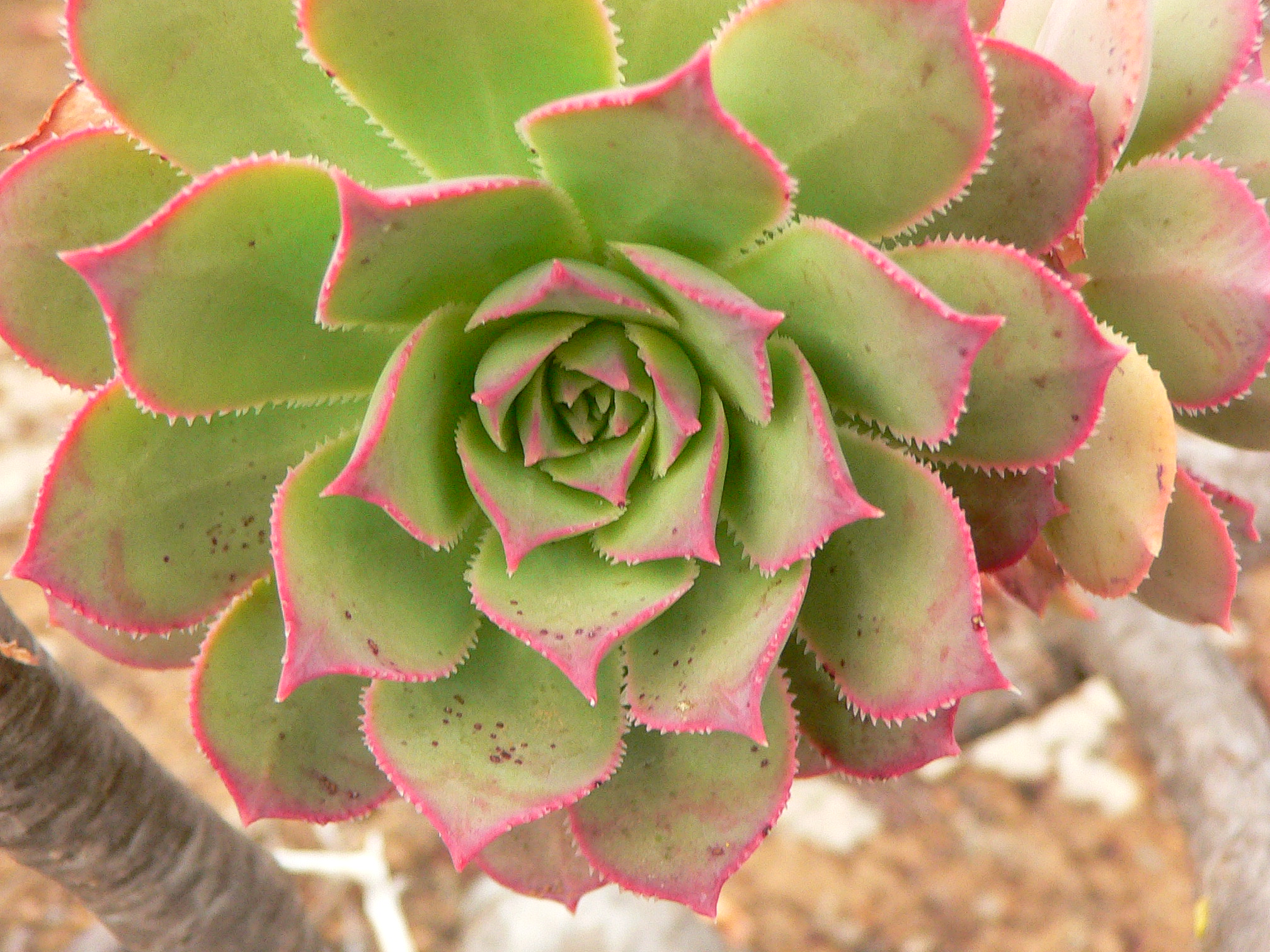
Червонувате листя Aeonium percarneum
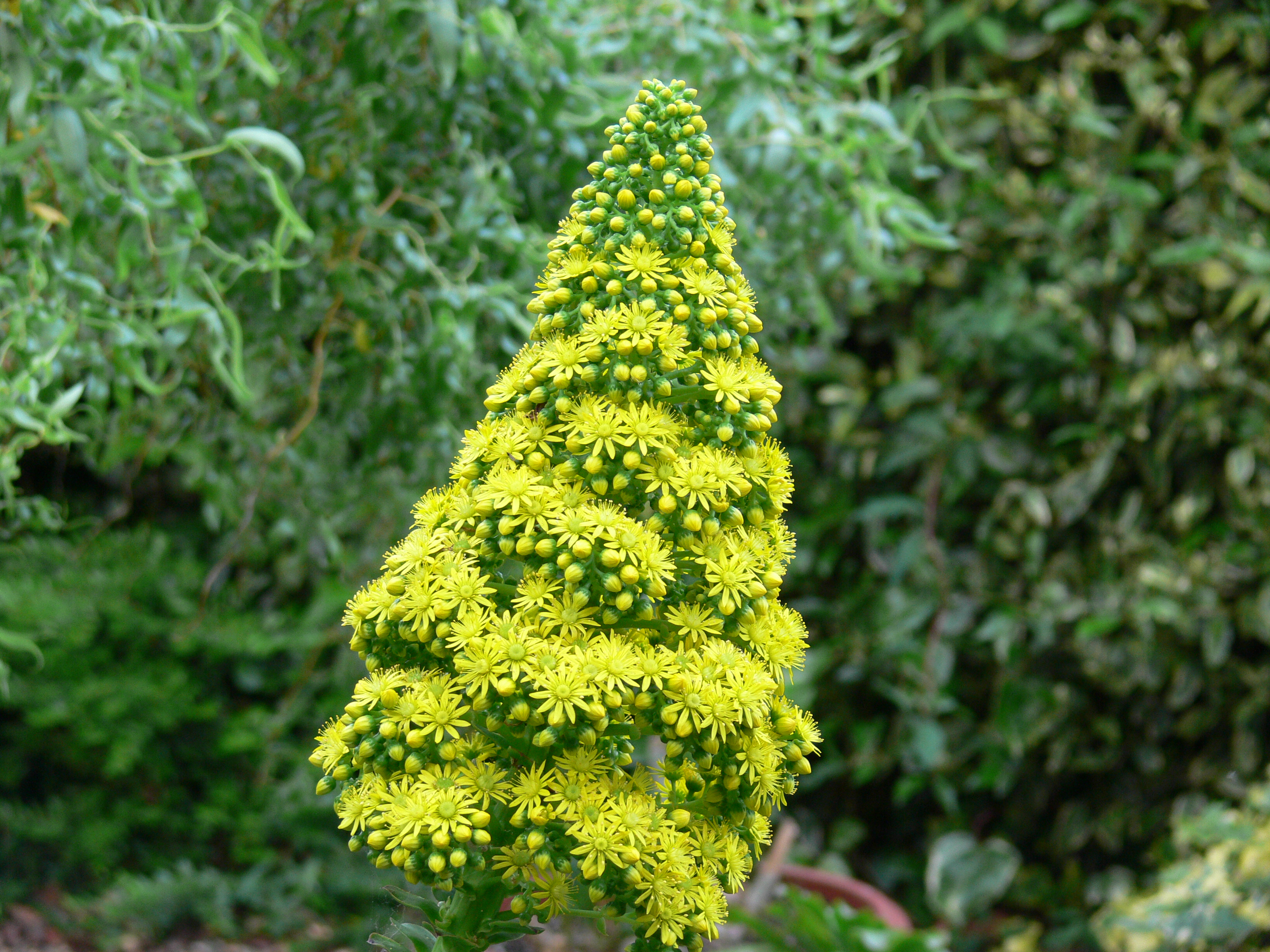
Суцвіття Aeonium undulatum
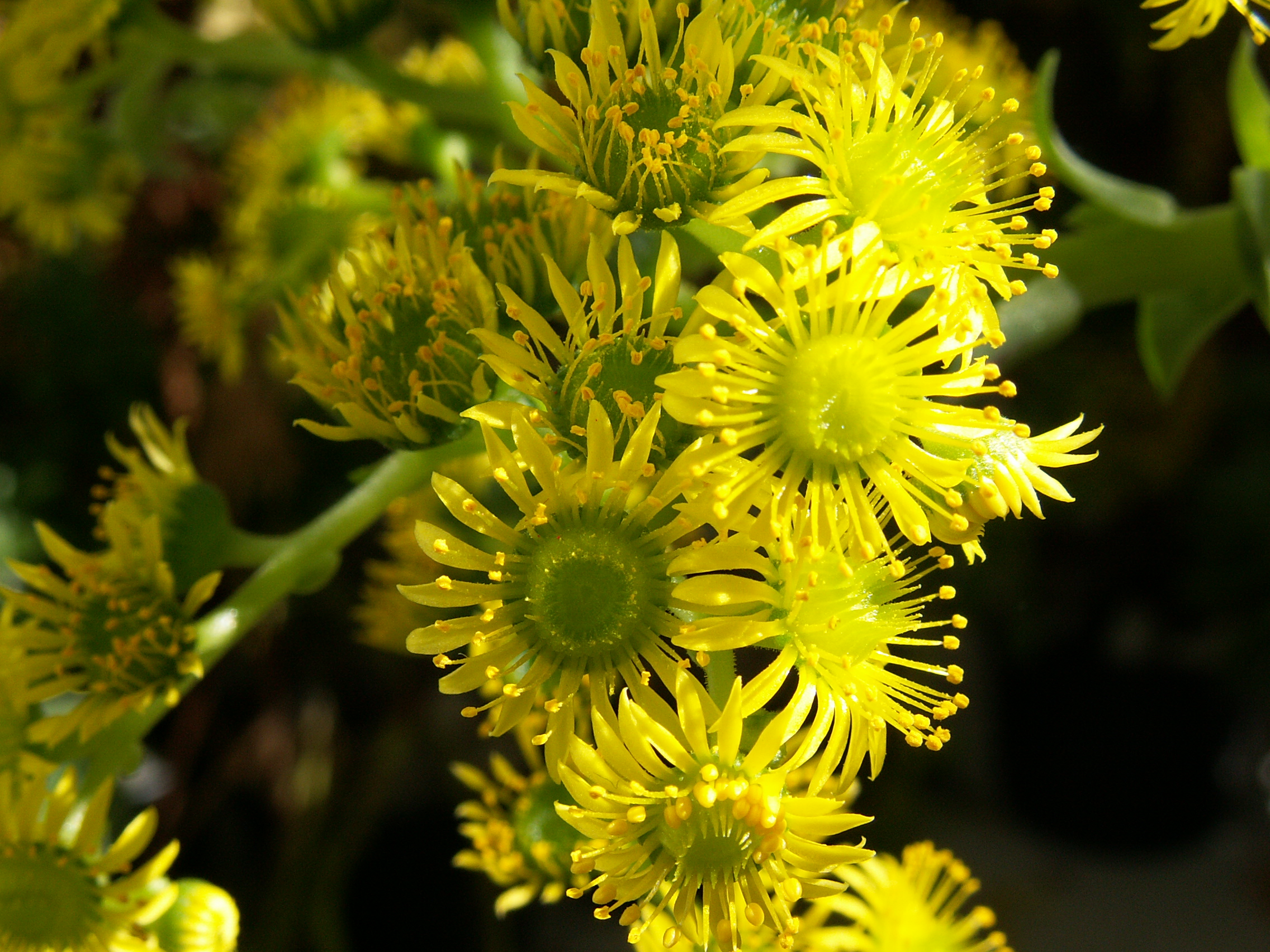
Квіти Aeonium dodrantale
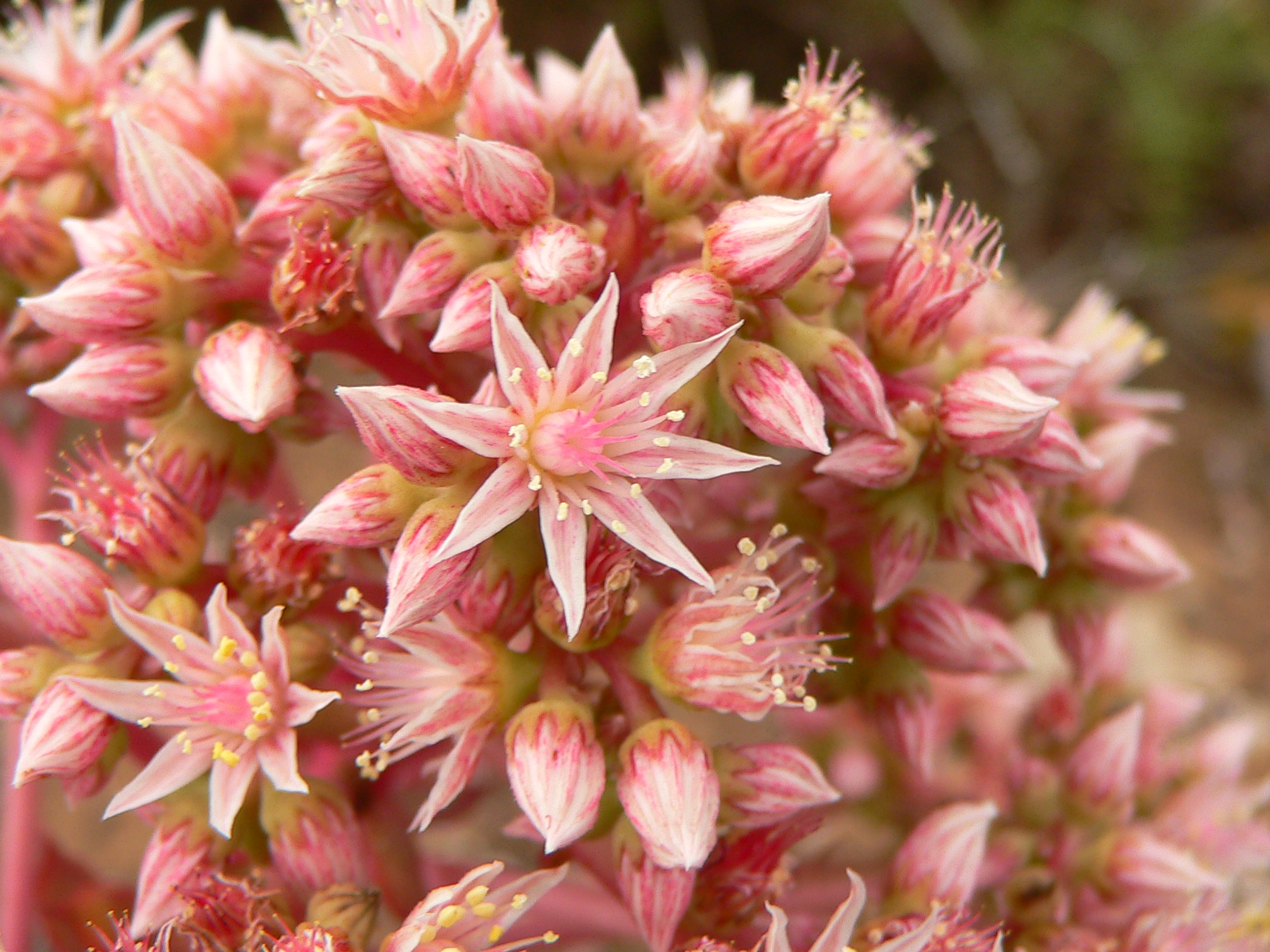
Квіти Aeonium percarneum

## Екологія та поширення
Еоніуми — світлолюбні, посухостійкі рослини, які погано переносять як підвищену вологість повітря, так і недостатню дренованість ґрунту. В природі вони зростають на щебенистих, лавових ґрунтах. Теплолюбні, але взимку переносять помірне зниження температури (близько 0… + 10 °C).
Запилюються метеликами. Розмножуються насінням і вегетативним способом — живцюванням пагонів та окремих листків.
Батьківщиною переважної більшості еоніумів є Канарські острови, причому цим рослинам властивий вузький ендемізм — деякі види і підвиди зростають лише на одному з островів цього архіпелагу. За межами центру розповсюдження еоніуми можна віднайти на островах Зеленого Мису (Aeonium gorgoneum), на Мадейрі (Aeonium glandulosum, Aeonium glutinosum), в Марокко (Aeonium korneliuslemsii). Найвіддаленішою від центру розповсюдження точкою є Ефіопія, на теренах якої зростають Aeonium leucoblepharum й Aeonium stuessyi.

## Застосування
Охайні та численні розетки еоніумів, що рясно вкривають гілки, надають їм привабливого вигляду, тому ці рослини набули популярності як декоративні. В регіонах із субтропічним кліматом їх вирощують у відкритому ґрунті, висаджуючи групами або смугами уздовж доріжок, в альпінарях тощо. Розростаючись, еоніуми вкривають каміння своїм листям. В країнах з помірним кліматом еоніуми вирощують в кімнатах, висаджуючи в горщики поодинці, а дрібні види — по кілька штук. Виведено кілька форм з темно-пурпуровим та пістрявим листям.
Враховуючи невибагливість цих рослин, догляд за ними не складний і не потребує великих зусиль, але потребує уважності. Головними небезпеками, що часто призводять до загибелі еоніумів, є перезволоження, надмірно низька або надмірно висока температура взимку. Стеблові і листкові живці перед посадкою обов'язково підсушують протягом 1-2 діб в затінку, під час укорінення поливають обережно.
В культурі уражуються грибками, борошнистим червецем.

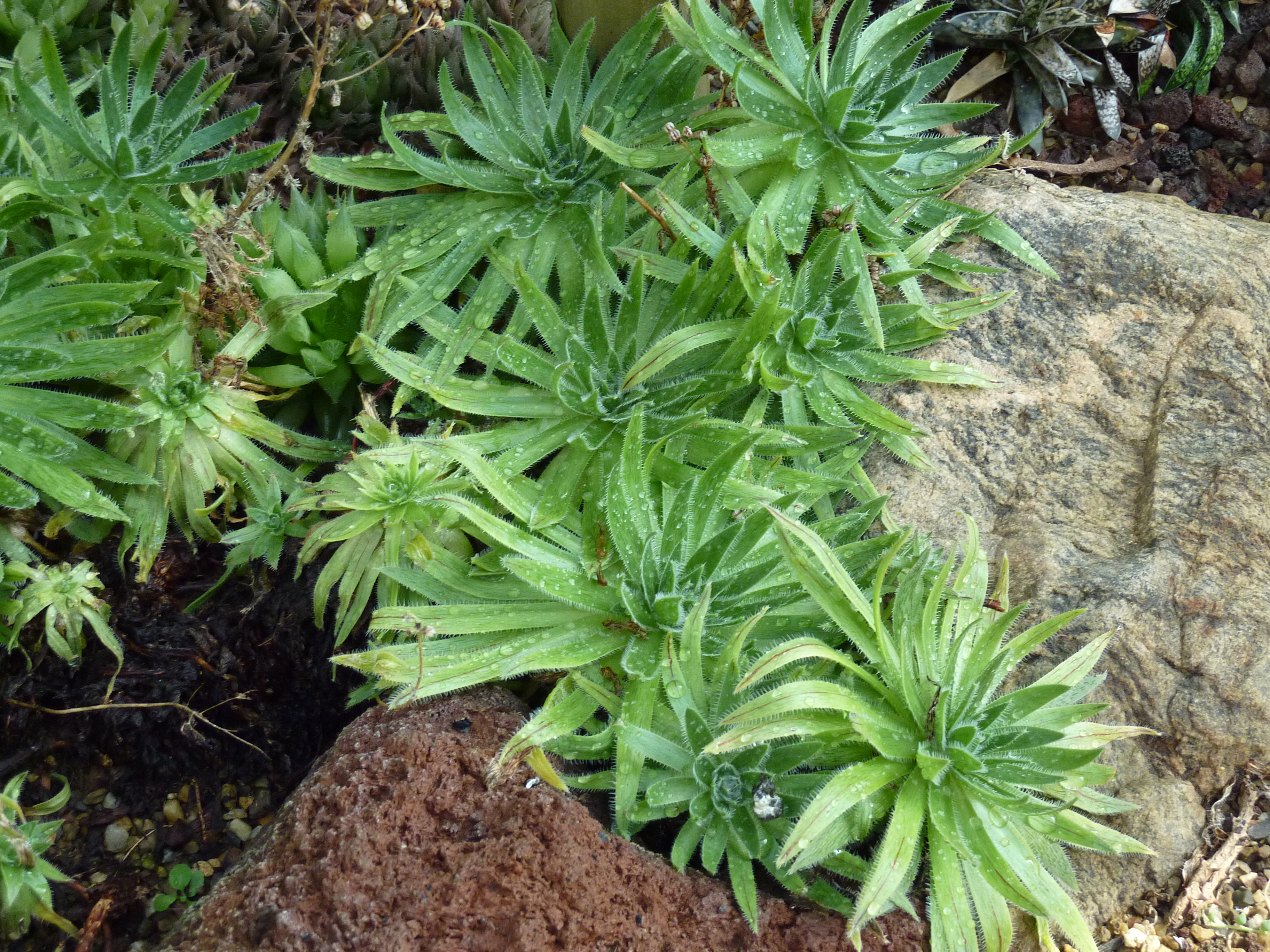
Aeonium simsii
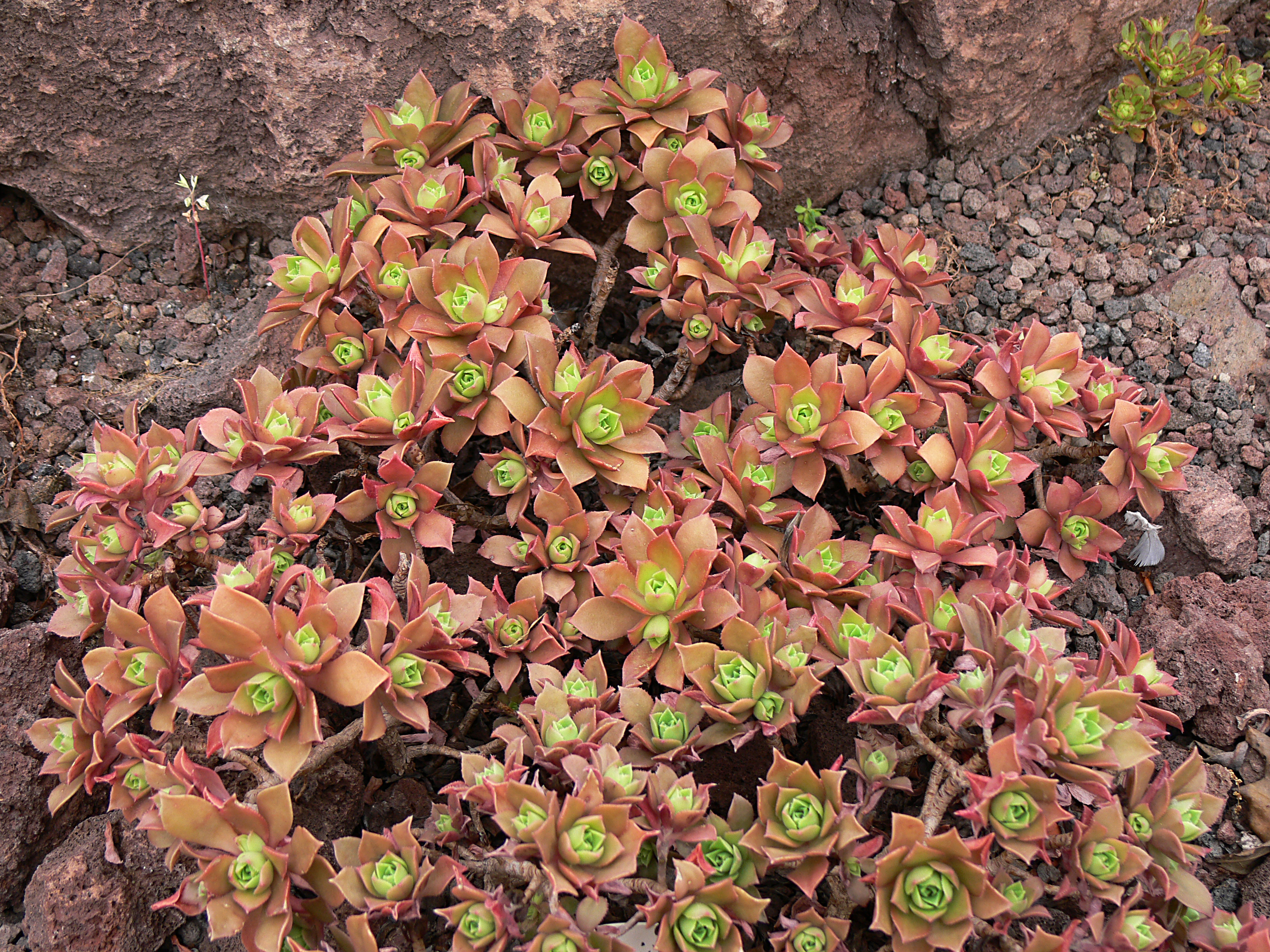
Aeonium decorum
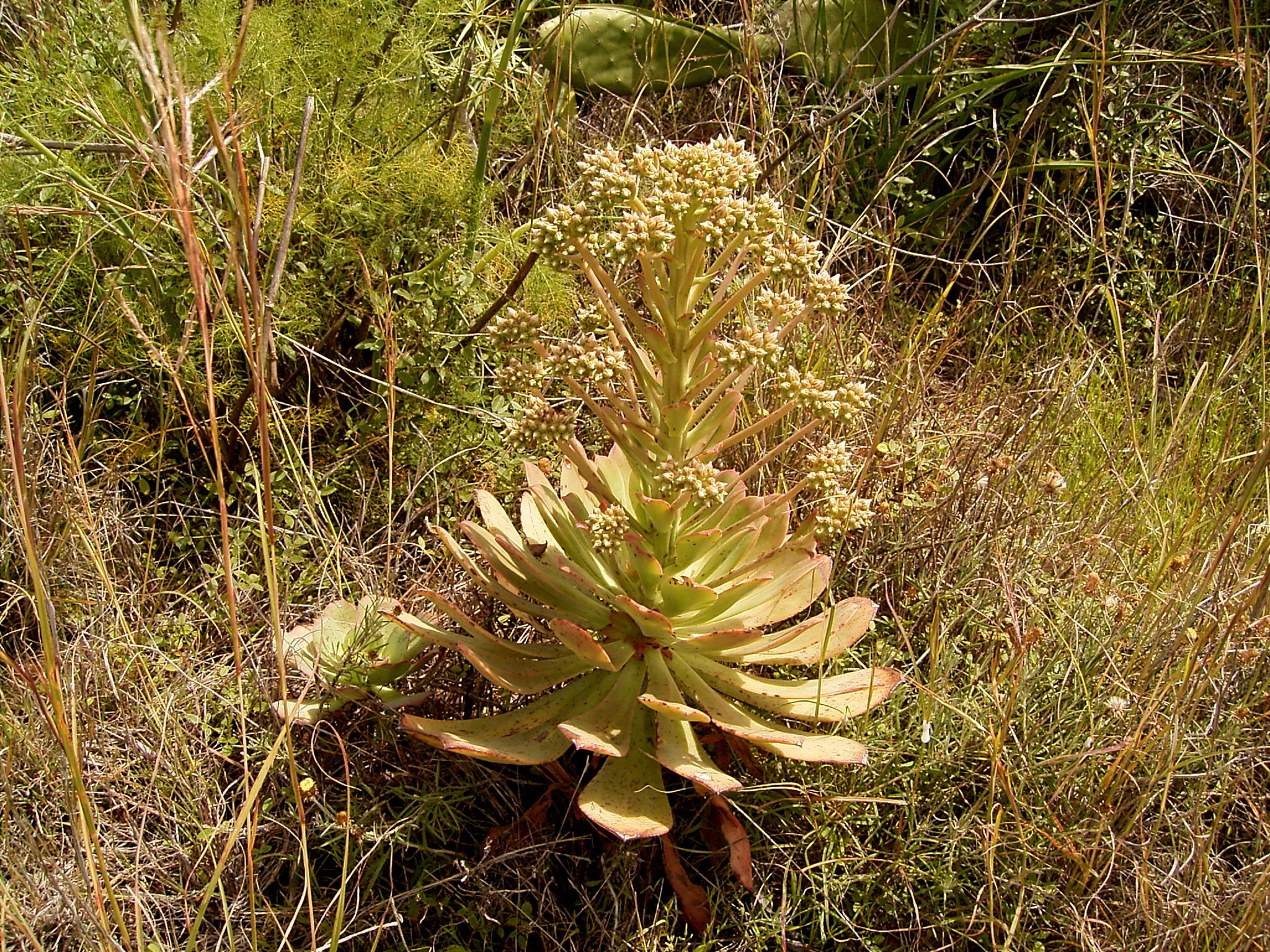
Aeonium ciliatum
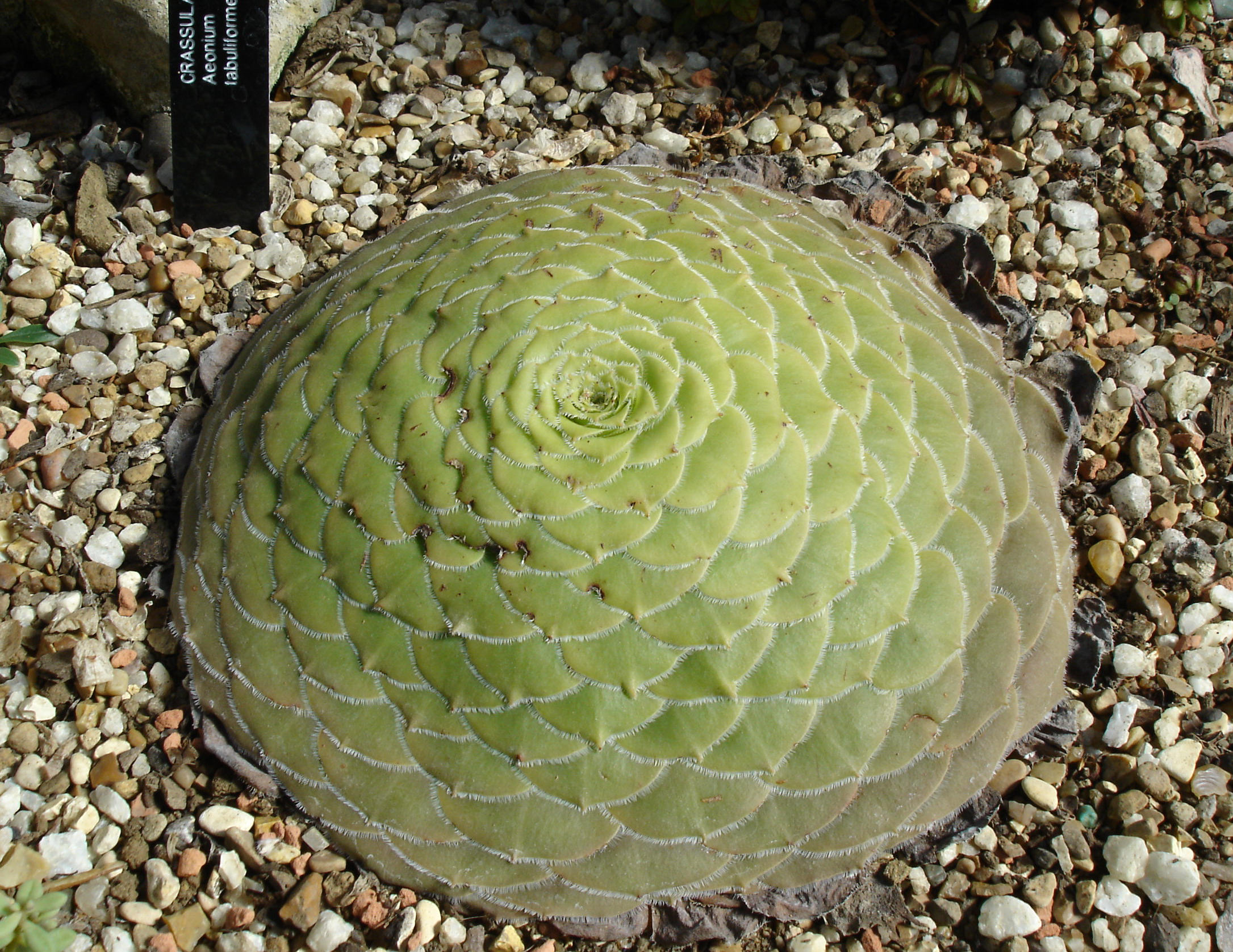
Aeonium tabuliforme
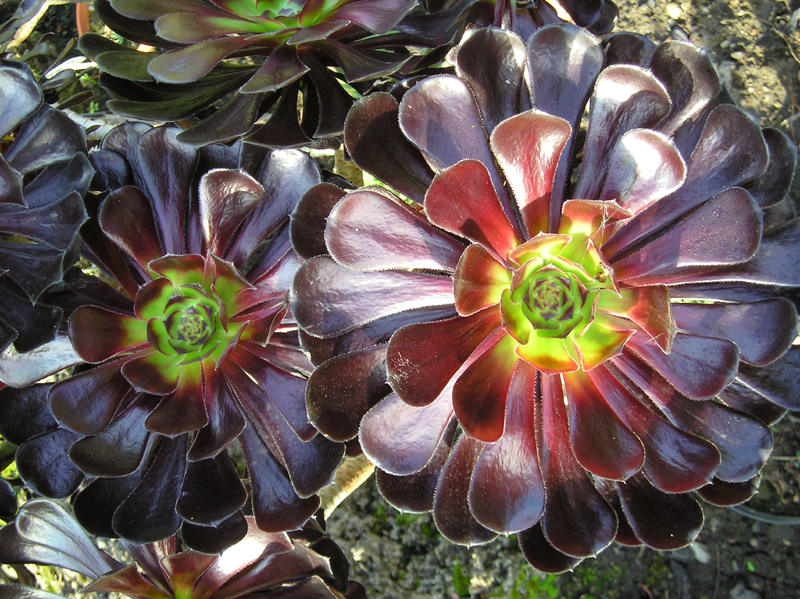
Пурпуроволиста форма Aeonium arboreum
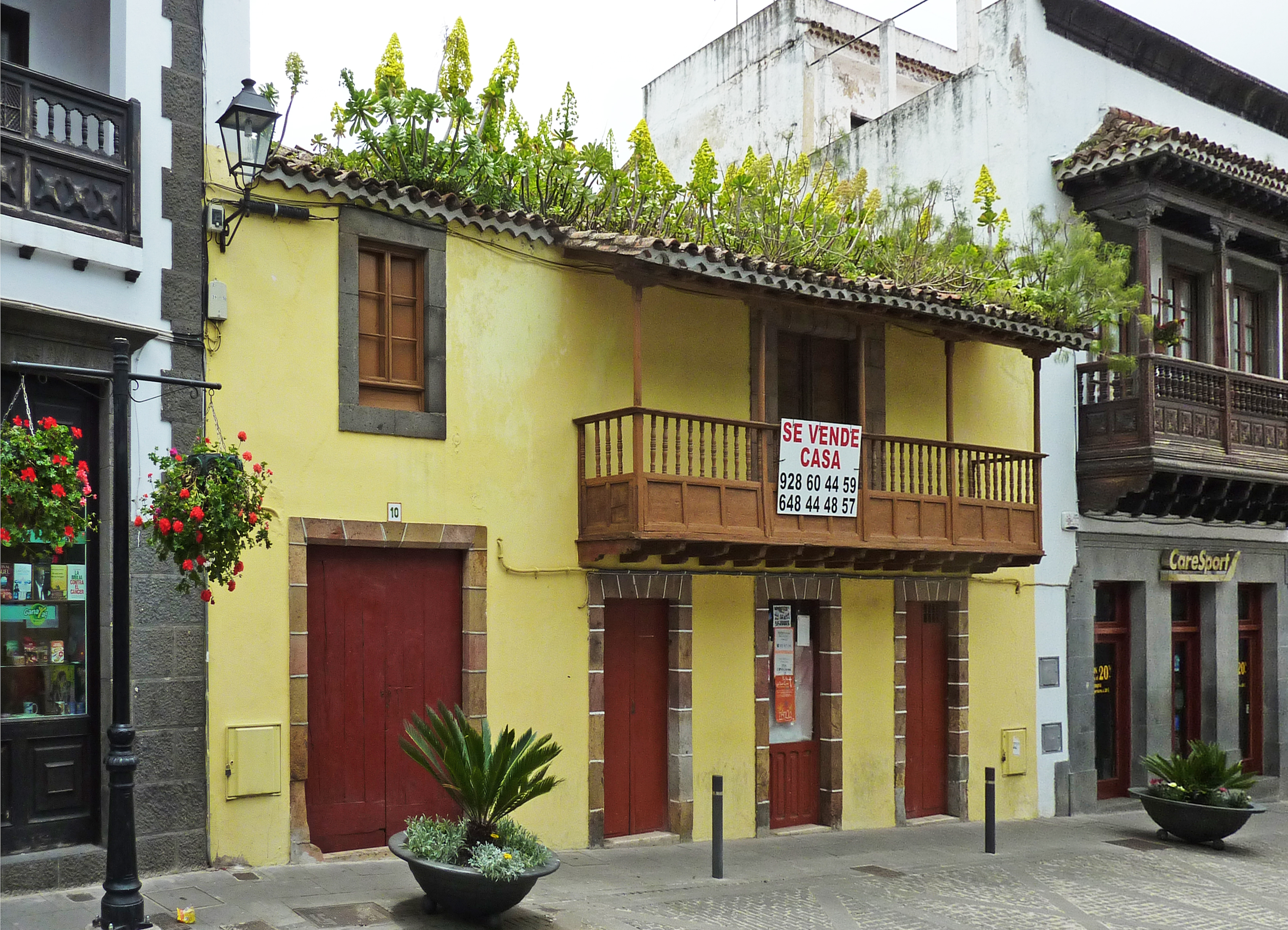
Еоніуми, висаджені на даху будинку у Терорі

## Синоніми
- Greenovia Webb & Berthel.
- Megalonium (A.Berger) G.Kunkel

## Види
| - Aeonium × aguajilvense Bañares - Aeonium aizoon (Bolle) T.H.M.Mes - Aeonium × anagensis Bramwell & G.D.Rowley - Aeonium appendiculatum Bañares - Aeonium arboreum Webb & Berthel. - Aeonium aureum (C.Sm. ex Hornem.) T.H.M.Mes - Aeonium balsamiferum Webb & Berthel. - Aeonium × beltranii Bañares - Aeonium × bollei G.Kunkel - Aeonium × bornmuelleri Bañares - Aeonium × bramwellii G.D.Rowley - Aeonium × bravoanum Bramwell & G.D.Rowley - Aeonium × cabrerae Bañares - Aeonium canariense (L.) Webb & Berthel. — еоніум канарський - Aeonium × casanovense Bañares - Aeonium castello-paivae Bolle - Aeonium × castellodecorum Bañares - Aeonium × castelloplanum Bramwell & G.D.Rowley - Aeonium ciliatum (Willd.) Webb & Berthel. - Aeonium × cilifolium Bañares - Aeonium cuneatum Webb & Berthel. - Aeonium davidbramwellii H.Y.Liu - Aeonium decorum Webb ex Bolle - Aeonium diplocyclum (Webb ex Bolle) T.H.M.Mes - Aeonium dodrantale (Willd.) T.H.M.Mes - Aeonium glandulosum (Aiton) Webb & Berthel. - Aeonium glutinosum (Aiton) Webb & Berthel. - Aeonium gomerense (Praeger) Praeger - Aeonium goochiae Webb & Berthel. | - Aeonium gorgoneum J.A.Schmidt - Aeonium × hawbicum Bramwell & G.D.Rowley - Aeonium haworthii Webb & Berthel. - Aeonium × hernandezii Bañares - Aeonium hierrense (R.P.Murray) Pit. & Proust. - Aeonium × holospathulatum Bañares - Aeonium × isorense Bañares - Aeonium × jacobsenii Bramwell & G.D.Rowley - Aeonium × junionae Bramwell & G.D.Rowley - Aeonium korneliuslemsii H.Y.Liu - Aeonium × kunkelii Bramwell & G.D.Rowley - Aeonium × lambii Voggenr. ex Bañares - Aeonium lancerottense (Praeger) Praeger - Aeonium × laxiflorum (Macarrón & Bañares) Bañares - Aeonium × lemsii G.Kunkel - Aeonium leucoblepharum Webb ex A.Rich. - Aeonium × lidii Sunding & Kunkel - Aeonium lindleyi Webb & Berthel. - Aeonium × loartei Tavorm. - Aeonium × lowei Bramwell & G.D.Rowley - Aeonium × mascaense Bramwell - Aeonium × meridionale Bañares - Aeonium nobile (Praeger) Praeger — еоніум шляхетний - Aeonium × nogalesii Bañares - Aeonium × occidentale Bañares - Aeonium × ombriosum Bramwell & G.D.Rowley - Aeonium × orbelindense Bañares - Aeonium percarneum (R.P.Murray) Pit. & Proust. - Aeonium × perezii Bañares | - Aeonium × praegeri G.Kunkel - Aeonium × proliferum Bañares - Aeonium × pseudohawbicum Bañares - Aeonium × riosjordanae (Bañares) Bañares - Aeonium × robustum Bañares - Aeonium × rowleyi Bramwell - Aeonium × sanchezii Bañares - Aeonium × sanctisebastianii Bramwell & G.D.Rowley - Aeonium × santosianum Bramwell & G.D.Rowley - Aeonium saundersii Bolle - Aeonium sedifolium (Webb ex Bolle) Pit. & Proust. - Aeonium × septentrionale Bañares & C.Ríos - Aeonium simsii (Sweet) Stearn - Aeonium smithii (Sims) Webb & Berthel. - Aeonium spathulatum (Hornem.) Praeger - Aeonium × splendens Bramwell & G.D.Rowley - Aeonium stuessyi H.Y.Liu - Aeonium × sventenii G.Kunkel - Aeonium × tabulicum Bramwell & G.D.Rowley - Aeonium tabuliforme (Haw.) Webb & Berthel. - Aeonium × tenensis Bramwell & G.D.Rowley - Aeonium × teneriffae Bramwell & G.D.Rowley - Aeonium × tijarafense A.Santos ex Bañares - Aeonium × timense Bañares & Macarrón - Aeonium undulatum Webb & Berthel. - Aeonium urbicum (C.Sm. ex Hornem.) Webb & Berthel. - Aeonium valverdense (Praeger) Praeger - Aeonium × vegamorai Bramwell & G.D.Rowley - Aeonium × velutinum (N.E.Br.) Praeger - Aeonium volkeri E.Hern. & Bañares - Aeonium × wildpretii Bañares |